# メアリー・ジェーン・ケリー
メアリー・ジェーン・ケリー（英: Mary Jane Kelly、1863年頃 - 1888年11月9日、またの名をマリー・ジャネット・ケリー <英: Marie Jeanette Kelly>、フェアー・エマ <英: Fair Emma>、ジンジャー <英: Ginger>、ダーク・メアリー <英: Dark Mary>、ブラック・メアリー <英: Black Mary>）は、連続殺人者の切り裂きジャックの最後の被害者と考えられている。殺害された当時、ケリーはおよそ25歳で、貧しい生活を送っていた。

## 生涯
他の切り裂きジャックの被害者と比べると、ケリーの出自は文献に記録が無く曖昧であって、出自にまつわる情報のほとんどは装飾である可能性もある。ケリーが自身の幼い頃の話を捏造していた可能性もある。それを裏付ける証拠書類が存在しないためである。ただし、ケリーの話の反証となる証拠も存在しない。ケリーが殺害される前にケリーと一緒に暮らした最後の男性であるジョセフ・バーネット (英: Joseph Barnett) によれば、ケリーは自身が1863年頃にアイルランドのリムリックで生まれ、幼い頃に家族でウェールズに転居したと語ったという。ケリーの言うリムリックが市の方か、県の方かは不明である。
バーネットによれば、ケリーは自分の父はジョン・ケリー (英: John Kelly) という名前で、カーナーヴォンシャーかカーマーゼンシャーにある製鉄所で働いていたと語ったという。ケリーには7人の兄弟と少なくとも1人の姉妹がいたとも話していたという。兄弟の1人のヘンリー (英: Henry) はスコッツガーズ第2大隊に所属していたという。ケリーは一度、友人のリジー・アルブルック (英: Lizzie Albrook) に、家族の一人がロンドンの劇場のステージで仕事をしていると話したという。ケリーの下宿の大家のジョン・マッカーシー (英: John McCarthy) は、ケリーは稀にアイルランドからの通信を受け取っていたと主張した。
バーネットとかつての同宿者のカーシー (英: Carthy) 夫人の両名は、ケリーは裕福な家族の出であると主張した。カーシーは、ケリーは優れた学識者でかなりの芸術家だったと述べていた。しかし、バーネットは検死審問で、ケリーはよく自分に殺人事件についての新聞の報道を読んで教えてほしいと頼んでいたと述べた。このことは、ケリーは読み書きができなかったことを示唆している。 
1879年頃、ケリーは炭鉱作業員のデーヴィス (英: Davies) と結婚したが、デーヴィスは結婚から2・3年後に炭鉱爆発で死亡したと言われている。ケリーは8ヶ月間カーディフの診療所に入院していたと主張していた。ケリーがカーディフにいたことを示す当時の記録は存在しないが、売春婦の仕事を始めたのはこの時期のことであると考えられている。
1884年にケリーはカーディフからロンドンへ向かい、より裕福なウェストエンドで売春宿での仕事を見つけたようだ。ケリーは客からフランスで招かれたと言われているが、フランスでの生活が気に入らず、2週間以内にイングランドに戻ったらしい。この時期にケリーはフランス風に「マリー・ジャネット」と名乗っていたと考えられている。

## 外見と習慣
ケリーは金髪や赤髪だったと報じられている。しかし、ケリーのニックネームに「ブラック・メアリー」というものがあり、黒めのブルネットだった可能性を示唆している。目の色は青かったと言われている。当時の報道では身長は170センチメートルだったと推定されている。ウォルター・デュー (英: Walter Dew) 刑事は自叙伝で、ケリーについては顔だけはよく知っていたと主張しており、ケリーは非常に魅力的で美しく肉付きのいい少女だったと記している。ケリーはいつも綺麗な白いエプロンを身につけていたが、帽子は決して被らなかったとも述べている。ロンドン警視庁のメルヴィル・マクナーテン (英: Melville Macnaghten) はケリーとは直接会ったことがなかったが、当時の基準ではかなり魅力的な人物と知られていたと報告している。1888年11月10日のデイリー・テレグラフには、ケリーは背が高く、ほっそりとしていて、色白で、生き生きとした顔色をしており、魅力的な外見をしていたと記されている。一部によると、ケリーは「フェアー・エマ」という名前で知られていたというが、このニックネームが髪や肌の色、美貌などに基づくものだったのかははっきりしていない ("fair"は「美しい」、「色白」、「金髪」などの意味がある)。一部の新聞の報道では、ケリーは生姜色の髪をしていたことから「ジンジャー」とも呼ばれていたという。別の新聞の報道では、ケリーは「メアリー・マッカーシー」という名前で知られていたと報じていたが、こちらは当時の大家の姓と混同された可能性がある。ケリーはより貧しいイーストエンドに移ってから、ステップニーの商業ガス工場の近くに住むモーガンストーン (英: Morganstone) という男と一緒に暮らしたと言われており、その後に石屋の左官のジョー・フレミング (英: Joe Flemming) という人物と一緒に暮らした。
ケリーは酔っ払うとアイルランドの歌を歌う習慣があったという。酔っ払っているときはしばしば喧嘩っ早くなり、周囲に口汚い言葉を吐きかけることさえあった。このために「ダーク・メアリー」というニックネームがついたという。マッカーシーは、ケリーはしらふのときは非常に静かだが、酒を飲むと喧しくなると述べた。バーネットが最初にケリーに会ったのは1887年4月のことである。翌日に2度目の出会いを果たし、一緒に暮らそうという話になった。1888年前半、2人はスピタルフィールズのドーセット・ストリート26番地の裏手にある、ミラーズ・コート13番地の家具付きの一人用の部屋に転居した。広さは3.7平方メートルの一部屋で、ベッド1台、テーブル3脚、椅子1脚が付いていた。暖炉の上には"The Fisherman's Widow"の複写が掛けられていた。ドアの鍵は無くなっていたため、ケリーはドアの近くの破れた窓から手を入れて、外からドアの差し錠を掛けたり外したりしていた。近隣に住むドイツ人のジュリア・ヴェンチャニー (英: Julia Venturney) は、ケリーは酔っ払っていたときにその窓を破損したと主張した。バーネットはビリングスゲート魚市場の魚の運搬人の仕事をしていた。しかし、定期雇用を失って市場の運搬人の仕事で金を稼ごうとしていたときに、ケリーは再び売春を始めた。ケリーが別の売春婦 (バーネットは「ジュリア」<英: Julia> という名前だけ知っていた) と一緒に部屋に住もうとして口論になり、10月30日にバーネットはケリーの元を去っていった。それは殺される1週間以上前のことで、その間にもバーネットはケリーの元を訪ね続けていた。

## 最後の数時間

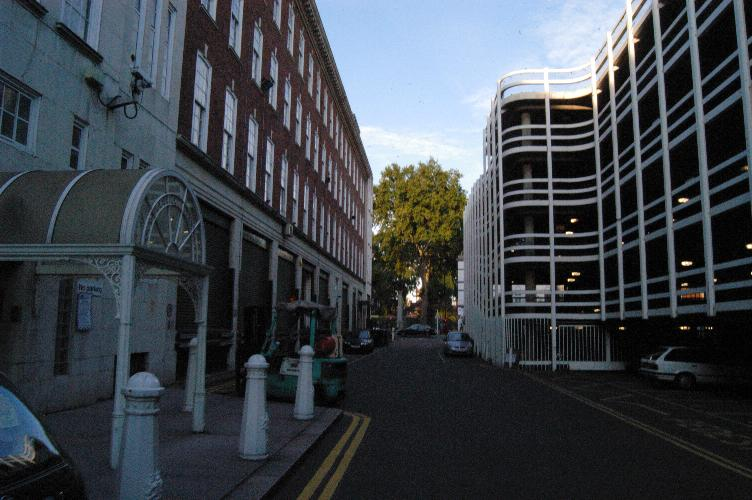
旧ドーセット・ストリートの現在 (2006年撮影)。殺害現場は写真左。西からの視点。キリスト教会の境内が見える。

バーネットがケリーの元を最後に訪れたのは11月8日の午後7時から午後8時のことだった。ケリーは友人のマリア・ハーヴェイ (英: Maria Harvey) と一緒にいた。ハーヴェイとバーネットは同程度の時刻にケリーの元を去った。バーネットは自分のロッジングハウスに戻り、午前0時30分頃に就寝するまで他の住人とカード遊びをしていた。
ミラーズ・コートの住人で売春婦であり、「未亡人で運が悪い」と自称するメアリー・アン・コックス (英: Mary Ann Cox) は、午後11時45分頃に酔っ払ったケリーが男と一緒に自宅に戻ってきたのを目撃したと報告している。その男は太っていて、髪は生姜色で、山高帽を被っており、ビールの缶を持っていたという。コックスとケリーは互いにおやすみの挨拶を交わした。ケリーはその男と一緒に部屋に入り、それから"A Violet I Plucked from Mother's Grave When a Boy"という歌を歌い始めた。コックスが午前0時に外出し、1時間後に戻ってきたときも、ケリーはまだ歌を歌っていた。ケリーの上の部屋に住むエリザベス・プラター (英: Elizabeth Prater) が午前1時30分に就寝したとき、歌はやんでいた。
ケリーと知り合いだった労働者のジョージ・ハチンソン (英: George Hutchinson) は、午前2時頃にケリーと会い、ケリーが6ペンス貸してくれないか頼んできたと報告した。ハチンソンは持ち合わせがなく、ケリーが立ち去ると、ユダヤ人の格好をした男がケリーの方に近付いてきたという。後に、ハチンソンは警察に対してその男について極めて詳細に説明し、真夜中のことだったにもかかわらずまつげの色まで説明した。ハチンソンは、ミラーズ・コートの向かいの通りで2人が会話していたのを立ち聞きしたと報告した。ケリーはハンカチを無くしたことについて不平を言い、男は自分の赤いハンカチを与えたという。ハチンソンは、ケリーと男はケリーの部屋へ向かっていったと主張した。ハチンソンは2人の後をつけ、それから2人の姿を見ることは二度となかったという。ハチンソンは腕時計が午前2時45分頃をさしていたときに切り上げたという。ハチンソンの証言は、洗濯女のセアラ・ルイス (英: Sarah Lewis) の証言により部分的に補強されていたようだ。ルイスは、友人のケイラー (英: Keyler) 一家と夜を過ごそうとしていた道すがら、午前2時30分頃にミラーズ・コートを通り過ぎ、そのときにミラーズ・コートの入り口を見ていた男を目撃したと報告した。ハチンソンは、ケリーは件の男と知り合いだったようではあるものの、その人物が疑わしいと主張していた。ハチンソンによると、その人物の富裕そうな外見は近隣では非常に珍しいものだったという。しかし、ハチンソンの話はケリーについての検死審問が慌しく終結した後に警察に伝えられた。捜査を担当したフレデリック・アバーライン (英: Frederick Abberline) はハチンソンの情報は重要であると考え、件の男を発見できるように警察と一緒にハチンソンを送り出した。現存する警察の記録には、ハチンソンの名前が再び出てくることはない。そのため、ハチンソンの証言が最後には退けられたのか、反証が見つかったのか、それとも確証が得られたのかははっきりしない。ウォルター・デュー (英: Walter Dew) は自身の回顧録でハチンソンの証言は信憑性が低いと記していた。デューによれば、ハチンソンが男を目撃したのは実際はケリーが殺害された日とは別の日だったという。犯罪捜査局 (CID) の刑事部長のロバート・アンダーソン (英: Robert Anderson) は後に、殺人者をよく見ていた唯一の目撃者はユダヤ人だったと主張した。ハチンソンはユダヤ人ではないため、アンダーソンの言う目撃者ではないということになる。現代の学者の一部はハチンソンこそが切り裂きジャックであるという説を提唱している。ハチンソンは偽証により警察を混乱させようとしていたというのである。しかし、ハチンソンは報道機関に自分の話を売るために目撃談を創作しただけの目立ちたがり屋だったという説を唱える学者もいる。
コックスは午前3時頃に再び家に戻った。ケリーの部屋からは何の音も聞こえず、光も見えなかったという。エリザベス・プラターは子猫が自分の首の上を歩いてきたために目を覚ましていた。プラターとセアラ・ルイスの両名は、午前4時頃に"Murder!" (日: 人殺し！) という叫び声がかすかに聞こえてきたと報告している。しかし、2人は特に反応しなかった。2人によれば、イーストエンドでそのような叫び声を聞くのはよくあることだったという。コックスは眠らずにいると、夜通しミラーズ・コートを人々が出入りする音を聞いたと主張した。コックスは午前5時45分頃に誰かが住居から出て行く音を聞いたという。プラターは午前5時30分に家を出て、テン・ベルズというパブにラム酒を飲みに行った。そのときに怪しいものは見かけなかったという。

## 遺体の発見
| ミラーズ・コートで発見されたメアリー・ジェーン・ケリーの遺体 （画像ファイルへのリンク） |
| 遺体の損傷が激しいため閲覧注意                                                          |

| 警察が撮影したメアリー・ジェーン・ケリーの別の写真 （画像ファイルへのリンク） |
| 遺体の損傷が激しいため閲覧注意                                                |

1888年11月9日は年に一度のロンドン市長就任式の祝宴の日だった。その日の朝、ケリーの住居の大家のジョン・マッカーシーは助手の退役兵士のトーマス・ボーヤー (英: Thomas Bowyer) に家賃を集めに行かせた。ケリーは家賃の支払いを6週間分滞納しており、29シリング未払いだった。午前10時45分直後、ボーヤーはケリーの部屋のドアをノックしたが、何の応答も無かった。ボーヤーは窓のひび割れに腕を入れ、カーテン替わりに使われているコートを押しのけて、部屋の中を覗き込んだ。そして、惨たらしく切り刻まれたケリーの遺体がベッドに横たわっているのを発見した。
1888年11月10日のマンチェスター・ガーディアンは、狂乱したボーヤーからの通報を受けてエドワード・バダム (英: Edward Badham) 巡査部長がウォルター・ベック (英: Walter Beck) 警部補とともにミラーズ・コート13番地へ向かったことを報じた。ベックは検死審問で自分が最初に犯行現場を訪れた警察官であると述べた。バダムも一緒に現場に来ていた可能性がある。しかし、バダムがベックと一緒にいたことを示す公式の記録は存在しない。エドワード・バタムは1888年11月12日の夜にコマーシャル・ストリート警察署で勤務中だった。メアリー・ケリー殺害の検死審問はその日の午後6時頃に終わった。バダムの勤務時刻はそれよりも後のことである。このときにジョージ・ハチンソンが警察署に来て、バダムに最初の証言を行った。
地元のロッジングハウスの管理人代理の妻のキャロライン・マクスウェル (英: Caroline Maxwell) は、殺人事件のあった朝の午前8時30分に生きているケリーを目撃したと主張した。ただし、マクスウェルは以前にケリーに1度か2度しか会ったことがないことを認めていた。しかも、マクスウェルの説明はケリーともっと親しい人物による説明と一致していなかった。洋服屋のモーリス・ルイス (英: Maurice Lewis) は、同日の午前10時頃にパブでケリーを見かけたと報告した。この2人の証言は警察から却下された。想定されていた死亡時刻と適合しておらず、また、その報告の確証となる目撃者が他に発見できなかったためである。マクスウェルは別人をケリーと間違えたか、ケリーを目撃した日を取り違えていた可能性がある。この混乱はグラフィックノベル『フロム・ヘル』(およびそれを翻案した映画) で筋書きに利用された。
ホワイトチャペルのH地区からトーマス・アーノルド (英: Thomas Arnold) 警視とエドマンド・リード (英: Edmund Reid) 警部補が現場に来た。スコットランドヤードのフレデリック・アバーラインとロバート・アンダーソンも現場に訪れた。ケリーの部屋から出た殺人者をブラッドハウンドで追跡させる作戦を不可能であるとして却下した後、午後1時30分にアーノルドはケリーの部屋に強引に入った。火床の中では火が激しく燃えており、火力の激しさの余りにやかんの注ぎ口の継ぎ目のはんだが溶けていた。見たところ、火床の中で衣服が燃やされて火の勢いが激しくなっていたようだった。アバーライン警部補は、ケリーの衣服は殺人者が明かりをとるために燃やしたと考えた。部屋の中には他には1本の蝋燭の薄ぼんやりとした光しか明かりがなかった。
ケリーの遺体はホワイトチャペル殺人事件の中でも段違いに広範囲が切り刻まれていた。恐らく通りと比べると個室の中は蛮行を遂げるための十分な時間があったためだろう。トーマス・ボンド (英: Thomas Bond) 医師とジョージ・バグスター・フィリップス (英: George Bagster Phillips) 医師がケリーの遺体を調査した。フィリップスとボンドは、ケリーは調査から約12時間前に死亡したと推測した。フィリップスは、遺体を広範囲にわたって切り刻むのに2時間かかっただろうと述べた。ボンドは遺体を調査していたときに死後硬直が始まったと記した。このことは、ケリーは午前2時から午前8時に殺害されたことを示唆している。ボンドは次のように記録した。
遺体はベッドの中央に裸で横たわっていた。両肩は水平だったが、体の軸はベッドの左側に傾いていた。頭は左頬の方に向いていた。左腕は体に密接しており、前腕は直角に曲げられ、腹部を横切るように置かれていた。右腕は体から僅かに外転しており、敷布団の上にあった。肘は曲げられ、前腕は手のひらを上にしており、指は固く握られていた。両脚は広げられており、左腿は胴に対して直角で、右腿は恥骨に対して鈍角を成す位置にあった。
腹部と腿の体表は全て取り除かれており、腹腔からは内臓が無くなっていた。両乳房は切り取られていた。両腕には数点のぎざぎざとした裂傷があった。顔は顔立ちが分からなくなるほどに切り刻まれていた。首の組織はまんべんなく切り裂かれており、骨に達していた。
内臓は様々な場所で見つかった。子宮と腎臓と片方の乳房は頭の下に、もう一方の乳房は右足のそばに、肝臓は両足の間に、腸は体の右側に、脾臓は体の左側に見つかった。腹部から取り除かれた皮膚と腿はテーブルの上にあった。
右隅の寝具には血液が染み込んでいた。その下の床には血液がたまって61平方センチメートルまで広がっていた。ベッドの右側のそばと首に沿ったところの壁の数箇所にぶつかったことによる血液の跡がついていた。
顔はあらゆる方向から切りつけられており、鼻や頬、眉、耳は部分的に取り除かれていた。唇は白くなっており、顎先にまで達する斜めの裂傷が数箇所あった。顔中にも数多くの裂傷が不規則に広がっていた。
首の裂傷は皮膚や他の組織を貫通し、頚椎に達していた。5番目と6番目の頚椎に深い刻み目が付いていた。首の正面の皮膚の裂傷は独特の斑状出血を示していた。気道は咽頭の下部で切られ、輪状軟骨を貫通していた。
両方の乳房は多かれ少なかれ円形の裂傷により取り除かれていた。切り取られた乳房に肋骨に達する筋肉がくっついていた。4・5・6番目の肋骨の間の肋間筋が切られて貫通し、胸腔の中身が開いた傷から見えていた。
肋骨弓から陰部にかけての腹部の皮膚と組織が大きく3箇所取り除かれていた。右腿は骨や生殖器の外形器官を含む皮膚、右の臀部の一部の所まで剥ぎ取られていた。左腿は膝の所までの皮膚の筋膜や筋肉が剥ぎ取られていた。
左のふくらはぎには皮膚や組織を貫通し、深部の筋肉まで達する長い裂傷が見られた。裂傷は膝から踵の13センチメートル上の所まで及んでいた。両腕と両前腕には広範囲のぎざぎざした傷があった。
右の親指には2.5センチメートルほどの長さの小さな体表部の裂傷が見られ、皮膚の中に内出血も生じていた。さらに手の甲の数箇所に同じ状態を示す皮膚の擦り剥けがあった。
胸腔を切開すると、右肺に非常に小さな古く固い粘着物が付着していた。右肺の下半分は破壊され、引き裂かれていた。左肺は無傷のままだった。粘着物が左肺の頂上にあり、その場所を少量の粘着物が覆っていた。肺実質に数点の硬化した小節があった。
その下の心膜が切り開かれ、心臓が無くなっていた。腹腔には部分的に消化された食物 (魚とジャガイモ) がいくらか入っていた。同じ食べ物が腸にくっついていた胃の残骸の中で見つかった。
フィリップスは、ケリーは喉を切られて殺害され、その後に体の各所を切り刻まれたと考えていた。ボンドは報告書で、使用されたナイフは幅25ミリメートル、長さは少なくとも15センチメートルあると記したが、殺人者は医学の訓練を受けた経験がある、または医学の知識があるとは考えなかった。ボンドは次のように記している。
どの事件も遺体を切り刻む行為は科学的な知識や解剖学の知識がない人が行ったものだ。思うに、肉屋や馬肉畜殺業者、その他動物の死体を切り刻む習慣のある人物が持つような技術の知識すら持っていないだろう。
ケリーの遺体はホワイトチャペルではなくショーディッチにある死体安置所へ運ばれた。このことは、ホワイトチャペル殺人事件の数多くを扱ってきた検視官のウィン・エドウィン・バクスター (英: Wynne Edwin Baxter) ではなく、ノース・イースト・ミドルセックスの検視官のロデリック・マクドナルド (英: Roderick Macdonald) 医師が検死審問を開いたことを意味する。検死審問は急速に進められ、新聞でも批評された。マクドナルドはショーディッチ・タウン・ホールで11月12日にだけ検死審問を実施した。ケリーの身元はバーネットにより公式に確認された。バーネットは耳と目から遺体はケリーのものであると認めたと語った。マッカーシーも遺体がケリーのものであると確認した。死亡証明書では名前は"Marie Jeanette Kelly"、年齢は25歳と登録された。

## 埋葬
ケリーは1888年11月19日にレイトンストーンにあるローマカトリック共同墓地に埋葬された。次のような死亡記事が新聞に掲載された。
殺害された女性であるケリーの葬儀はもう一度延期されていた。ケリーはカトリックであり、ケリーと一緒に暮らしていたバーネットと、大家のM・カーシー氏はカトリック教会の儀式で埋葬することを望んだ。そのため、葬儀は明日 (11月19日)、レイトンストーンのローマカトリック共同墓地で行われる。葬儀用馬車は12時30分にショーディッチ死体安置所を出発する。
メアリー・ジャネット〔ママ〕・ケリーはスピタルフィールズのドーセット・ストリートにあるミラーズ・コートで11月9日に殺害された。ケリーの遺体は昨日の朝にショーディッチ死体安置所からレイトンストーンの共同墓地へ運ばれ、そこで埋葬された。
葬儀に参加した家族は見られなかった。

## ケリー殺害にまつわる仮説
警察は広範囲の戸別訪問調査と捜索を実施した。11月10日、ボンド医師はケリー殺害とそれより前に発生した4名の殺害事件 (メアリー・アン・ニコルズ、アニー・チャップマン、エリザベス・ストライド、キャサリン・エドウッズ) を結び付け、殺人者のプロファイルについて綴った報告書を記した。同日、政府は、殺人を企図したり実行したりしていない共犯者が殺人者の逮捕につながる情報や証拠を提供すれば恩赦を出すことを申し出た。政府の申し出や警察の大規模な捜査は実を結ばず、誰も告発されたり裁判にかけられたりすることはなかった。それから6ヶ月間、類似する殺人事件は発生しなかった。それにより、警察の捜査も徐々に終結へと向かっていった。ケリーは一般に切り裂きジャックの最後の犠牲者と考えられている。切り裂きジャックの犯罪が終焉した理由については、犯人が死亡した、逮捕された、収容施設に入った、移住したといったものが推測されている。
アバーラインはケリー殺害後にケリーの愛人のバーネットを4時間尋問した。バーネットの衣服も血痕がないか調査された。しかし、バーネットは告発されることなく釈放された。ケリー殺害から1世紀後、著述家のポール・ハリソン (英: Paul Harrison) とブルース・ペーリー (英: Bruce Paley) は、バーネットが嫉妬からの怒りに駆られたか、ケリーから侮辱されたためにケリーを殺害したという説を提唱した。他の殺人事件もバーネットがケリーを怖がらせて通りへ出なくさせて売春をやめさせるために行ったと主張した。同じくバーネットが犯人だが殺したのはケリーだけで、切り裂きジャックの犯行に見せかけるために遺体を切り刻んだという説を唱える著述家もいる。アバーラインの捜査ではバーネットは無実と見なされたようである。大家のジョン・マッカーシーや元愛人のジョセフ・フレミングといった他のケリーの知人にも疑いがかけられた。また、ケリーの遺体が裸だったことと、畳まれた衣服が椅子の上に置かれていたことから、ケリーは自ら服を脱いでベッドに横になったという説も唱えられている。それが正しければ、ケリーの知人か客がケリーを殺害したか、ケリーが眠っているか酒で酔っ払っているときに襲ったと考えられる。
2005年、著述家のトニー・ウィリアムズ (英: Tony Williams) が、レクサムの近隣のブラムボでの1881年の国勢調査の回答用紙にケリーを発見したと主張した。この主張は、ブラムボの国勢調査に記録されているケリー一家の隣家にジョナサン・デーヴィス (英: Jonathan Davies) という独身男性が住んでいたことと、その人物はケリーが16歳のときに結婚したという"Davies"または"Davis"なる人物である可能性があることに基づいていた。この主張はほぼ間違いなく間違っている。ケリーの夫は結婚から2・3年後に死亡したという話だが、件のジョナサン・デーヴィスは1891年の国勢調査に現れる通り、そのときにはまだ存命でブラムボに住んでいた。いずれにせよ、バーネットが語るケリーの話と、1881年にブラムボに住んでいたケリー一家はほとんど一致しない。ブラムボはデンビーシャーにあるのであって、カーマーゼンやカーナーヴォンではない。ブラムボのケリー一家の父の名はヒューバート (英: Hubert) であってジョンではない。トニー・ウィリアムズの調査はジョン・ウィリアムズ (英: John Williams) の日記に基づいているが、この日記に変更が加えられているという主張もある。 

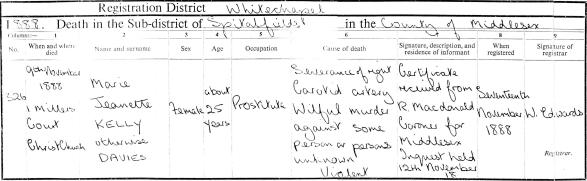
メアリー・ジェーン・ケリーの死亡証明書。1888年11月17日発行。

作家のマーク・ダニエル (英: Mark Daniel) は、ケリーを殺害したのは宗教狂であり、ケリーをいけにえの儀式の一環で殺害したという説を提唱した。火床の火は明かりのためではなく、燔祭に使用されたと主張した。また、1939年にウィリアム・スチュワート (英: William Stewart) は、ケリーは発狂した助産婦に殺害されたという説を提唱し、殺人者を「ジル・ザ・リッパー」(英: Jill the Ripper) と呼称した。スチュワートによれば、ケリーはこの殺人者の助産婦を堕胎のために雇ったという。また、殺人者は自分の服が血で汚れたため、火床で自分の服を燃やし、ケリーの服を着て逃走したという。マクスウェル夫人がケリーが殺害された後にケリーを目撃したと主張したが、この説によると実際はケリーではなくケリーの服を着た殺人者だったという。しかし、スチュワートが自説を構築する際には閲覧できなかった医学報告書には、ケリーが妊娠していたという記述は無い。また、この仮説は全体的に推測に基づいている。

## 大衆文化への影響
ジョン・ブルックス・バリーの1975年の小説The Michaelmas Girlsでケリーが主要なキャラクターとして登場する。この小説のケリーは同性愛者の売春婦で、インポテンツでサディストの男に仲間の街娼を殺害させようと企む。また、Retour à Whitechapelはフランスの歴史探偵小説で、切り裂きジャックの事件を元としている。作者はMichel Moattiで、ケリーの架空の娘のAmelia Pritloweを中心に物語が進む。

### ケリーを演じた女優
- A Study in Terror（英語版） (1965年、映画) - Edina Ronay
- Murder by Decree（英語版） (1979年、映画) - スーザン・クラーク
- Jack the Ripper（英語版） (1988年、テレビ映画) - リセット・アンソニー（英語版）
- フロム・ヘル (2001年、映画) - ヘザー・グラハム (主演)
- Ginger (2015年、短編映画) - Katie Jarvis
- Du Lac & Fey: Dance of Death (2019年、コンピュータゲーム) - アレクサンドラ・ローチ